# Carter Burwell
Carter Burwell (* 18. listopadu 1954 New York) je americký hudební skladatel, věnující se převážně filmové hudbě. Je dlouholetým spolupracovníkem bratří Coenů, složil hudbu k většině jejich filmů, včetně snímků Potíže s Arizonou (1987), Millerova křižovatka (1990) a Big Lebowski (1998). Dále skládal hudbu i ke snímkům jiných režisérů, mezi filmy patří například Dospívání po americku (1993), Twilight sága: Stmívání (2008) či Tři billboardy kousek za Ebbingem (2017). Několikrát byl nominován na Oscara i Zlatý glóbus, ale ani jednu z cen nezískal. Počínaje rokem 1999 je jeho manželkou umělkyně Christine Sciulli.